# Фёдорова, Нина Николаевна
Нина Николаевна Фёдорова (род. 20 октября 1943) — русская переводчица, владеющая семью иностранными языками.
В 1966 году окончила филологический факультет МГУ. Работала референтом-переводчиком, преподавателем немецкого языка. Сотрудничала с журналом «Иностранная литература», издательствами «Прогресс», «Радуга», «Художественная литература», «Энигма».
Владеет немецким, шведским, норвежским, датским, нидерландским, английским, польским языками. Член Союза писателей Москвы и союза «Мастера литературного перевода».
В начале своей карьеры переводчика занималась преимущественно техническими текстами — первой опубликованной работой стал учебник «Теория вероятности. Математическая статистика. Управление качеством продукции». В издательстве ВИНИТИ выходили её переводы статей по ядерной физике.
Через супруга, выпускника филфака МГУ, познакомилась с А. В. Карельским и стала сотрудничать с журналом «Иностранная литература» как переводчик художественных произведений. В переводах Нины Фёдоровой публиковались произведения таких авторов, как Г. Гессе, Р. Вальзер, Э. Т. А. Гофман, К. Вольф, Ф. Дюрренматт, М. Л. Кашниц, З. Ленц, Р. Музиль, Л. Перуц, К. Рансмайр, А. Штифтер, Л. Густафссон, С. Дельбланк, Т. Линдгрен, А. Стриндберг, Б. Тротциг, Е. Тунстрем, Х. К. Андерсен и др.
Переводческая деятельность Нины Фёдоровой отмечена Австрийской государственной премией за литературный перевод романа Кристофа Рансмайра «Последний мир».
В 2004 году Фёдорова стала лауреатом премии Жуковского за личный вклад в развитие искусства перевода.
В 2011 году Нина Фёдорова получила премию «Мастер» гильдии «Мастера литературного перевода» за перевод романа «Морбакка» Сельмы Лагерлеф.
В 2018 году Фёдорова получила премию Мерк в номинации «Художественная литература» за перевод книги Кристы Вольф — «Московские дневники. Кто мы и откуда…».
По состоянию на 2023 год перевела несколько десятков книг и рассказов самых разных авторов, в том числе многие популярные произведения.